# Alizoni
Gli Alizoni (in lingua omerica Ἁλιζῶνες) conosciuti anche come Alizoniani, Alizonesi od Alazoni, sono un popolo ad oggi sconosciuto citato nell'Iliade di Omero ed alleato dei Troiani nella guerra di Troia.

## Mitologia
I loro capitani avevano i nomi di Epistrofo ed Odio (il re) e sono descritti nella Biblioteca di Pseudo-Apollodoro come i figli di Mecisteo.

## Geografia
Omero spiega che il luogo si trova ad "Alybe lontano, è il luogo dove nasce l'argento ..." e Strabone (nella sua Geografia) specula che "Alybe lontano" si possa interpretare come "Chalybe lontano" e suggerisce che gli Alizoni potrebbero essere stati i 'Chalybes', così come i 'Khaldi'. 

Questa teoria trova riscontri in quella dello storico sovietico Igor' Michajlovič D'jakonov e se sull'origine del nome da una parte ci sono state molte altre speculazioni  (con collegamenti sia ad 'Amazzoni' che al fiume Halys), dall'altra parte va considerato che non esiste nemmeno la certezza che Omero si basasse su riscontri reali piuttosto che immaginari.
Dagli Scolia di Omero è stata tratta la parola "mare" ed il fatto che vivessero in una terra circondata dal mare ma sempre Omero in altre opere ha citato Odio come il comandante dei Paflagoni. 

Erodoto posiziona gli Alizoniani dove oggi vivono gli Sciti dell'Oblast' di Vinnycja in Ucraina mentre Eforo di Cuma li posiziona sulle coste occidentali dell'Anatolia. 

Un ultimo Scolia di Omero li definisce una tribu Tracia ed infine Plinio il Vecchio, Ecateo di Mileto, Menecrate e Palefato posizionano gli Alizoni in Misia.